# Frauenliebe
Frauenliebe, ook wel Frauenliebe: Wochenschrift für Freundschaft, Liebe und sexuelle Aufklärung (tot 1929, letterlijk 'Vrouwenliefde: Weekblad voor vriendschap, liefde en seksuele verlichting') en Frauenliebe: Wochenschrift des deutschen Freundschaftsverbandes (vanaf 1929, Vrouwenliefde: Weekblad van het Duitse vriendschapsverband), is een weekblad voor vrouwen die op vrouwen vielen dat tussen 1926 en 1930 elke woensdag verscheen. Vanaf eind 1930 werd het blad onderdeel van de in oktober van dat jaar opgerichte Garçonne, een ander lesbisch blad, en verscheen het als bijvoegsel van dit blad.
Omstreeks 1927 kwam het blad op de lijst voor Schmutz und Schund-literatuur terecht, waarna het tijdelijk de naam Frauen Liebe und Leben aannam. Nadat het blad tussen mei 1931 en mei 1932 wederom op de lijst terechtkwam, werd het blad opgedoekt in 1932.
Het blad werd mede mogelijk gemaakt door de Deutschen Freundschaftsverband (DFV), een homo-organisatie waarvan de uitgever, Karl Bergmann lid was en vermoedelijk voorzitter. Tussen de DFV en Bund für Menschenrecht, die een stevige vinger in de pap had bij Die Freundin via uitgever Friedrich Radszuweit, die tevens voorzitter van de Bond was, bestond een stevige concurrentie die zich tevens tussen de bladen uitte.

## Context
Tijdens de jaren 1920 en dan voornamelijk richting het einde van dat decennium deed zich een hausse aan tijdschriften gericht op vrouwen voor. Dit begon met onder meer Die Freundin (vanaf 1924), waarna Die BIF (1926/1927, eerste blad gepubliceerd door en voor lesbische vrouwen), Frauenliebe (1926-1932) en Garçonne (1930-1932) volgden.
De bladen waren een belangrijke verbindende factor voor lesbiennes. Zo omschreef historica Florance Tamange dat tijdens de oprichting van Die BIF er nog maar een lage organisatiegraad was binnen de lesbische gemeenschap. De organisatie die volgde, zou voor een groot deel te danken zijn aan de bladen, die niet alleen schreven over het lesbische leven, maar waar ook gesproken werd over en geadverteerd voor lesbische hotspots zoals Damenklub Violetta en Monbijou.

## Inhoud
De inhoud van Frauenliebe en diens afgeleiden werden gemonitord door de hoofdredactrice die enkel bekend is onder de naam 'Karen'. Het blad bevatte een uitgebreide mengeling van stukken, zoals fictieve verhalen, foto's, artikelen gericht op de DFV, gedichten en brieven van lezeressen, die soms over een aantal weken heen met elkaar in discussie konden treden. Ook ontbraken de aankondigen voor bijeenkomsten en reclames ook niet in het blad. Het blad trok schrijfsters aan als Ruth Roellig, Selli Engler en Annette Eick die binnen de lesbische scene een grote naam hadden gemaakt. Ook seksuoloog Max Hodan en activist Adolf Brand kwamen aan het woord.
Opvallend is dat, net als in Die Freundin, er ruimte was voor 'transvestiten' in het blad. Ook biseksualiteit werd in het blad bediscussieerd; in 1928 ontstond er een discussie in brieven van lezeressen over dit onderwerp die zich maandenlang voortzette.

## Afname
De doelgroep van Frauenliebe kan wel beschreven worden als vrouwen uit de werkende klasse. Het blad was dan ook aanzienlijk goedkoper dan Die BIF, die zo rond de één mark kostte. De Frauenliebe was daarentegen was slechts 20 pfennig in 1928. In datzelfde jaar zouden er per uitgave zo'n 10.000 exemplaren van het blad verkocht worden. Een aanzienlijk aantal als je bedenkt dat het blad continue onder een vergrootglas lag door de Schmutz und Schund-wetgeving en niet in het openbaar, maar onder de toonbank, verkocht moest worden. Overigens lijkt het hier om een vrij stabiele lezeressenbasis te gaan; in 1926 was de opgave gelijk.